# Pluimzilverreiger
De pluimzilverreiger  (Ardea plumifera, synoniem: Egretta intermedia plumifera) is een vogel uit de familie van de reigers. De vogel werd in 1848 door de Engelse vogelkundige John Gould als aparte soort beschreven. Later werd deze zilvereiger als ondersoort van de middelste zilverreiger beschouwd.

## Kenmerken
De vogel is 56 tot 72 cm lang, qua formaat zit de middelste zilverreiger (zoals de naam al aangeeft) tussen de grote en de kleine zilverreiger in, met dien verstande dat zijn grootte dichter bij die van de grote zilverreiger (80 tot 104 cm) komt. Deze zilverreiger is geheel wit en draagt in de broedtijd uitbundige sierveren op de rug en borst. De snavel is zwart (onvolwassen vogels) of (buiten de broedtijd) geel met zwarte punt en zwarte bovensnavel.

## Verspreiding en leefgebied
De soort komt voor in Indonesië ten oosten van de Lijn van Weber, Papoea-Nieuw-Guinea en Australië. De leefgebieden liggen in draslanden.

## Status
De vogel heeft een groot verspreidingsgebied en daardoor alleen al is de kans op uitsterven gering. De grootte van de populatie is niet gekwantificeerd, wel is bekend dat de aantallen achteruit gaan. Echter, het tempo ligt onder de 30% in tien jaar (minder dan 3,5% per jaar). Om deze redenen staat de soort zilverreiger als niet bedreigd op de Rode Lijst van de IUCN.